# La Montagne Sainte-Victoire vue des Lauves
Pour les articles homonymes, voir Montagne Sainte-Victoire (Cézanne).
La Montagne Sainte-Victoire vue des Lauves est un tableau réalisé par le peintre français Paul Cézanne en 1904-1906. Cette huile sur toile laissée inachevée à la mort de l'artiste est un paysage représentant la montagne Sainte-Victoire aperçue depuis les environs de son atelier, à Aix-en-Provence. L'une des plus remarquables itérations de la série des Montagnes Sainte-Victoire par Cézanne, elle est conservée au Kunstmuseum, à Bâle, en Suisse.